# Manuel Stephens García
Manuel Stephens García fue un analista y político mexicano. Nació en Nayarit. Fue diputado federal en la LVI Legislatura del Congreso de la Unión de México por el Partido Popular Socialista. Fue diputado federal en la LVI Legislatura del Congreso de la Unión de México por el Partido Comunista Mexicano junto a Arnoldo Martínez Verdugo; Gilberto Rincón Gallardo; Gerardo Unzueta Lorenzana; Evaristo Pérez Arreola; Manuel Arturo Salcido Beltrán; Pablo Gómez Álvarez; Antonio Becerra Gaytán,Fernando Peraza Medina y Juventino Sánchez Jiménez. Durante las Elecciones estatales de Nayarit de 1981 fue candidato a gobernador, mismas que perdió ante Emilio M. González. Fue candidato a senador por el Partido del Trabajo, el Partido del Pueblo Nayarita y el Partido del Frente Revolucionario de Acción Patriótica sustituyendo a Juan Ramón López Tirado.